# Das Unvorstellbare
Das Unvorstellbare (Originaltitel: Emanations) ist die neunte Episode der ersten Staffel der US-amerikanischen Science-Fiction-Fernsehserie Star Trek: Raumschiff Voyager. Sie wurde in englischer Sprache erstmals am 13. März 1995 auf UPN ausgestrahlt. In Deutschland war sie zum ersten Mal am 9. August 1996 in einer synchronisierten Fassung bei Sat.1 zu sehen.

## Handlung
Im Jahr 2371 bei Sternzeit 48623.5 untersucht die Voyager einen Planeten, in dessen Ringsystem ein neues Element entdeckt wurde. Ein Außenteam bestehend aus dem ersten Offizier Chakotay, Chefingenieurin B’Elanna Torres und Einsatzoffizier Harry Kim beamt auf einen der Asteroiden des Ringsystems. Dort stoßen sie zu ihrer Überraschung auf mehrere Leichen. Es hat den Anschein, als wären die Asteroiden Begräbnisstätten. Das neuentdeckte Element stammt aus den verwesenden Leichen. Das Außenteam kann zunächst nicht feststellen, woher die Toten kommen, doch plötzlich öffnet sich eine Subraum-Vakuole. Ein Notfall-Transport wird eingeleitet, doch nur Chakotay und Torres werden zurück auf die Voyager gebeamt. Gemeinsam mit ihnen materialisiert eine frisch angekommene Leiche. Kim hingegen ist verschwunden.
Kim findet sich in einem Sarg-artigen Gebilde wieder. Seine Rufe versetzen die Anwesenden in Schrecken, aber er wird sofort befreit. Er erfährt, dass er sich auf der Heimatwelt der Vhnori befindet. Er befand sich in einem „Cenotaph“, einem Gerät, dass die Vhnori benutzen, um ihre Toten in die „nächste Emanation“ (ihre Bezeichnung für das Jenseits) zu schicken. Kims Erscheinen sorgt für große Aufregung, doch noch nie ist jemand von der anderen Seite zu ihnen gekommen. En Mann namens Hatil Garan interessiert sich besonders für Kim, da er sich gerade auf seinen eigenen Übergang in die nächste Emanation vorbereitet. Etwas später trifft der Chef-Thanatologe Neria ein. Kim erfährt von ihm, dass der Cenotaph die Toten durch eine Subraum-Vakuole schickt. Neria ist aber außerstande, ihm zu sagen, wie weit die Heimatwelt der Vhnori von der Voyager entfernt ist. Dafür macht er klar, dass er beabsichtigt, Kim sehr ausführlich zu studieren. Dies beängstigt Kim und er will einen Weg finden, um möglichst schnell wieder auf sein Schiff zu gelangen.
Bei der Leiche, die auf die Voyager gebeamt wurde, wird noch Hirnaktivität gemessen. Es handelt sich um eine Frau, die an einem Hirntumor gestorben ist. Auf der Krankenstation kann der Doktor sie wiederbeleben und den Tumor entfernen. Als die Frau erwacht, gerät sie zunächst in Panik, da sie gehofft hatte, ihren Bruder anzutreffen und stattdessen nur von Fremden umgeben ist. Als sie sich beruhigt hat, erklärt sie, dass sie Ptera heißt. Ihr Volk glaubt, dass die Toten nach dem Übergang eine höhere Bewusstseinsebene erreichen. Ptera verfällt in tiefe Zweifel, als sie erfährt, dass die Voyager hier lediglich auf tote Körper gestoßen ist. Die Scans des Ringsystems haben inzwischen ergeben, dass sich alle zwei Stunden eine Subraum-Vakuole öffnet und einen neuen Leichnam auf einem der Asteroiden deponiert. Captain Kathryn Janeway hofft, mithilfe dieser Vakuolen Kim ausfindig machen zu können. Plötzlich geht eine Erschütterung durch die Voyager. Eine Vakuole hat sich direkt im Schiff geöffnet und einen Leichnam im Maschinenraum hinterlassen.
Nach und nach erscheinen weitere Leichen im Maschinenraum. Offenbar hat der Warp-Antrieb des Schiffs eine anziehende Wirkung auf die Vakuolen. Torres entwickelt einen Plan, um Ptera zurück in ihre Welt zu schicken. Sie soll einen Subraum-Transponder mit sich nehmen, mit dessen Hilfe anschließend Kim zurückgeholt werden soll. Der Plan ist allerdings sehr riskant, doch Ptera stimmt zu, denn sie meint, sie wäre schon einmal gestorben. Leider gelingt der Plan nicht. Ptera stirbt und kann nicht erneut wiederbelebt werden.
Als Kim ihm erzählt, dass er auf dem untersuchten Asteroiden nur Leichen gefunden hat, kommen Hatil Garan starke Zweifel an seinem Vorhaben, in die nächste Emanation zu wechseln. Seine Frau Araya wird wütend auf Kim und Hatil erklärt ihm, in seiner Gesellschaft sei es völlig normal, dass kranke Menschen wie er von seinen Angehörigen dazu ermuntert würden, in die nächste Emanation zu wechseln. Sie würden dies freiwillig tun und sich darauf freuen. Hatils Zweifel bleiben allerdings. Als Kim von Neria erfährt, dass er für eine eingehendere Untersuchung in eine andere Einrichtung verlegt werden soll, bittet er Hatil um Hilfe. Hatil hatte mit dem Gedanken gespielt, bei Freunden in den Bergen unterzukommen. Kim bietet ihm die Möglichkeit, genau das zu tun und seine Familie dennoch glauben zu lassen, er wäre in die nächste Emanation gewechselt. Kim beabsichtigt, sich in Hatils Leichentuch einzuwickeln und an seiner Stelle in den Cenotaphen zu steigen. Er hofft, dadurch auf den Asteroiden zurückzukehren, von dem aus er hierher gelangt ist. Hatil warnt ihn, dass ihn dieses Vorhaben töten könnte, doch Kim ist zuversichtlich, dass er wiederbelebt werden kann, wenn die Voyager ihn rechtzeitig findet.
Der Cenotaph schickt Kim durch eine Vakuole direkt auf die Voyager, wo er vom Doktor wiederbelebt wird. Janeway gibt ihm nach diesem Erlebnis einige Tage frei. Kim geht die Tatsache nicht aus dem Kopf, dass die Vhnori sich so sicher sind, dass sie nach dem Tod weiterleben, aber stattdessen nur als Leichen auf Asteroiden enden. Janeway meint, dass wäre gar nicht so sicher, denn die Leichen geben neurale Energie ab, die in das elektromagnetische Feld um den Planeten übergeht und dort dynamische und komplexe Muster bildet. Möglicherweise gibt es für die Vhnori hier tatsächlich eine Art Leben nach dem Tod.

## Verbindungen zu anderen Star-Trek-Produktionen
Das Unvorstellbare ist die erste von vier Folgen der Serie Star Trek: Raumschiff Voyager, in denen Harry Kim stirbt. Die anderen sind 2.21 (Die Verdoppelung), 5.06 (Temporale Paradoxie) und 7.26 (Endspiel, Teil II).

## Produktion

### Drehbuch
Der Arbeitstitel der Folge lautete Beyond.
Brannon Braga hatte bereits während seiner Zeit als Autor und Produzent bei der Serie Raumschiff Enterprise – Das nächste Jahrhundert den Wunsch, eine Folge zu schreiben, die sich um das Thema Tod drehen sollte. Seine ursprüngliche Idee war, dass unsere Realität das Jenseits einer außerirdischen Spezies sein sollte. Da für diese Spezies das Leben nach dem Tod keine Frage des Glaubens, sondern ein wissenschaftlicher Fakt ist, ergaben sich philosophische und politische Fragen, die Braga in der Folge erkunden wollte. Insbesondere das Thema Euthanasie war ihm dabei sehr wichtig. Braga wollte zeigen, dass in einer solchen Gesellschaft massiver Druck auf kranke Menschen ausgeübt wird, ins Jenseits zu wechseln, anstatt ihnen medizinische Hilfe zu gewähren. Jeri Taylor fand, dass Braga sich in seinem ersten Entwurf zu sehr mit diesen politischen Fragen verzettelte und die Figuren und die eigentliche Geschichte dabei zu kurz kamen. Braga schrieb die Geschichte daher mehrfach um.

### Kamera
Marvin V. Rush wurde in dieser Folge einmalig von Joe Chess als bildgestaltender Kameramann (Director of Photography) der Serie Star Trek: Raumschiff Voyager vertreten.

### Darsteller
Die Hauptfigur Neelix (Ethan Phillips) hat in dieser Folge keinen Auftritt.
Jerry Hardin, Darsteller von Neria, hatte zuvor bereits zwei Gastauftritte in der Serie Raumschiff Enterprise – Das nächste Jahrhundert. Dort hatte er in Folge 1.17 (Die Sorge der Aldeaner) Radue und in der Doppelfolge 5.26/6.01 (Gefahr aus dem 19. Jahrhundert) Samuel Clemens gespielt.
Jefrey Alan Chandler, Darsteller von Hatil Garan, spielte auch einen Trill-Wächter in Folge 3.25 (Facetten) von Star Trek: Deep Space Nine.
Cecile Callan hatte hier als Ptera ihren vorletzten Auftritt in einer Film- und Fernsehproduktion.

## Rezeption
Keith DeCandido bewertete Das Unvorstellbare 2020 auf tor.com als eine gute Folge von Star Trek: Raumschiff Voyager. Ihm gefiel es, dass die Kultur der Vhnori von der Besatzung der Voyager durchgängig mit Respekt behandelt wird. Er mochte auch die letzte Szene mit Janeway und Kim, die gut zeigt wie sehr Janeway das Wohlergehen ihrer Leute am Herzen liegt; ebenso die Entscheidung, die Position der Vhnori-Heimatwelt bewusst im Dunkeln zu lassen. Weiterhin lobte DeCandido die Schauspielleistung von Garrett Wang. Er bemängelte allerdings, dass das unerwartete Auftauchen von Kim bei den Vhnori deutlich stärkere Auswirkungen auf ihre Kultur hätte haben müssen, als in der Folge gezeigt. Zudem empfand er die Behandlung von Pteras Tod als zu beiläufig.